# Zagórze (Przeworsk)
Zagórze est un village du sud-est de la Pologne dans la voïvodie des Basses-Carpates. Il fait partie de la gmina de Jawornik Polski (commune rurale) et du powiat de Przeworsk. La population du village s'élevait à 223 habitants en 2011.

## Géographie
|                  | Manasterz           | Medynia Kańczucka |
| Hadle Kańczuckie | Zagórze             | Łopuszka Wielka   |
| Widaczów         | Hucisko Jawornickie |                   |

Zagórze se situe à environ à 7 km de Jawornik Polski, 18 km de Przeworsk la capitale du powiat et 27 km de Rzeszów la capitale régionale.